# پلی‌استیشن اپ
پلی‌استیشن اپ (به انگلیسی: PlayStation App) یک برنامه برای دستگاه‌های آی‌اواس و اندروید است که توسط سونی اینتراکتیو انترتینمنت توسعه یافته‌است. پلی‌استیشن اپ به عنوان یک برنامه همراه برای کنسول‌های پلی‌استیشن کار می‌کند و دسترسی به ویژگی‌های شبکه پلی‌استیشن و کنترل از راه دور را فراهم می‌کند. این برنامه برای نخستین‌بار به‌طور ویژه در بازارهای اروپایی در ۱۱ ژانویه ۲۰۱۱ راه‌اندازی شد و شامل دسترسی به ترافی‌ها و دوستان PSN و همچنین وبلاگ پلی‌استیشن و داده‌هایی در مورد بازی‌های آینده بود.
با آمدن PS4 در آمریکای شمالی در ۱۵ نوامبر ۲۰۱۳، این برنامه به‌روز شد و در سراسر جهان در دسترس قرار گرفت. ورژن 1.70 در 30 آوریل 2014 منتشر گردید و اعلان‌ها، درخواست‌های دوستی تازه و عکس پروفایل سفارشی را افزود. نسخه 2.00 در 27 اکتبر 2014 منتشر شد و پشتیبانی از تبلت را نیز افزود. نسخه 2.50 که در 26 مارس 2015 منتشر شد، گزینه‌های دسترسی را اضافه کرد. نسخه 3.00 که در 30 سپتامبر 2015 منتشر شد، رویدادها و ورود مهمان را اضافه کرد. نسخه 3.10 توانایی دنبال کردن بازیکنان تأیید شده را اضافه کرد و بخش پیام رسانی به برنامه خود تقسیم شد. نسخه 3.50 قابلیت ایجاد رویدادها را اضافه کرد. 4.00 به کاربران این امکان را می داد که آواتار PSN خود را مستقیماً از برنامه تغییر دهند. یک برنامه جدید، PlayStation Communities در 29 نوامبر 2016 منتشر شد.
اپلیکیشن پلی استیشن در 7 نوامبر 2017 با بهبود زمان بارگذاری به طور کامل بازطراحی شد. عملکرد صفحه نمایش دوم به برنامه خود تقسیم شد و امکان مشاهده پخش زنده و حذف لیست تروفی ها با نرخ تکمیل 0٪ حذف شد.
برنامه PlayStation مجدداً در 28 اکتبر 2020 دوباره طراحی شد و گزینه‌هایی برای راه‌اندازی بازی‌ها از راه دور، مدیریت فضای ذخیره‌سازی و ورود به سیستم شما وجود داشت. می‌توانید بازی‌ها را مستقیماً در PS5 و PS4 خود خریداری و دانلود کنید.
هنگام استفاده از تلفن خود، می توانید گروه‌های مهمانی ایجاد کنید و با 15 نفر دیگر چت صوتی ایجاد کنید. PS Messages نیز در برنامه PlayStation ادغام شده است.
به جای نمای وب قدیمی، سونی یک فروشگاه کاملاً بومی پلی استیشن اضافه کرده است، بنابراین خرید و دانلود از راه دور بازی ها در PS5 و PS4 شما باید بسیار آسان‌تر باشد. یک رابط عمومی به روز شده به شما نگاه سریع تری به آنچه دوستان بازی می‌کنند و همچنین بازی‌های خود را که اخیراً بازی کرده‌اید می‌دهد.